# Parciális nyomás
A gázkeverékekben minden gáz saját parciális nyomással rendelkezik, ez az az elméleti nyomás, amelyet a gáz akkor fejtene ki, ha ugyanazon a hőmérsékleten egyedül töltené ki a teljes térfogatot. A komponensek parciális nyomásának összege adja a rendszer össznyomását (Dalton-törvény).
Egy gáz parciális nyomása a gázmolekulák termodinamikai aktivitásának mértéke. A gázok nem a gázkeverékben vagy folyadékokban vett koncentrációjuknak, hanem a parciális nyomásuknak megfelelő mértékben oldódnak, diffundálnak és lépnek reakcióba. A gázoknak ez az általános tulajdonsága érvényes a gázok biológiai folyamatokban végbemenő kémiai reakcióiban is. Azt, hogy az oxigén mennyisége elegendő-e az emberi légzéshez, vagy már mérgező, egyedül az oxigén parciális nyomása határozza meg. Ez nagyon széles koncentrációtartományban, különböző gázkeverékekben vagy vérben oldott oxigénre is érvényes.[pontosabban?] Az oxigén és a szén-dioxid parciális nyomása fontos paraméter az artériás vérgázvizsgálatban, de ezek az értékek például az agy-gerincvelői folyadékban is meghatározhatók.

## Jelölés
A nyomás jele többnyire P vagy p, alsó indexben szerepelhet a gáz minősége vagy egyéb azonosító. Ha ezekből több is van, az alsó indexelés rekurzívan alkalmazandó.
például:
{\displaystyle {P_{1}}} or {\displaystyle {p_{1}}} = nyomás az 1. időpontban
{\displaystyle {P_{H_{2}}}} or {\displaystyle {p_{H_{2}}}} = a hidrogén parciális nyomása
{\displaystyle {P_{v_{O_{2}}}}} or {\displaystyle {p_{v_{O_{2}}}}} = az oxigén vénás parciális nyomása

## Dalton-törvény
Dalton törvénye kimondja, hogy egy gázelegy össznyomása egyenlő a gázelegyet alkotó egyes gázok parciális nyomásának összegével. Ez az egyenlőség abból fakad, hogy az ideális gáz molekulái olyan távol vannak egymástól, hogy nem hatnak egymásra. A valóságban a gázok többsége nagyon jól megközelíti ezt az idealizált állapotot. Nitrogén (N2), hidrogén (H2) és ammónia (NH3) ideális gázelegyében például:

A Dalton-törvény sematikus ábrázolása

{\displaystyle p=p_{{\ce {N2}}}+p_{{\ce {H2}}}+p_{{\ce {NH3}}}}
| ahol:                           |                                      |
| {\displaystyle p\,}             | = a gázelegy teljes nyomása          |
| {\displaystyle p_{{\ce {N2}}}}  | = a nitrogén (N2) parciális nyomása  |
| {\displaystyle p_{{\ce {H2}}}}  | = a hidrogén (H2) parciális nyomása  |
| {\displaystyle p_{{\ce {NH3}}}} | = az ammónia (NH3) parciális nyomása |

## Ideális gázelegyek
Ideális esetben a parciális nyomások aránya megegyezik a molekulák számarányával, azaz az ideális gázoknál az egyes gázkomponensek {\displaystyle x_{\mathrm {i} }} móltörtje kifejezhető a komponens parciális nyomásával vagy anyagmennyiségével:
{\displaystyle x_{\mathrm {i} }={\frac {p_{\mathrm {i} }}{p}}={\frac {n_{\mathrm {i} }}{n}}}
és ideális gázban egy egyedi komponens parciális nyomása az alábbi kifejezéssel kapható meg:
{\displaystyle p_{\mathrm {i} }=x_{\mathrm {i} }\cdot p}
| ahol:                            |                                                         |
| {\displaystyle x_{\mathrm {i} }} | = a gázkomponens móltörtje a gázelegyben                |
| {\displaystyle p_{\mathrm {i} }} | = a gázkomponens parciális nyomása a gázelegyben        |
| {\displaystyle n_{\mathrm {i} }} | = a gázkomponens anyagmennyisége (mólban) a gázelegyben |
| {\displaystyle n}                | = a gázelegy teljes anyagmennyisége (mólban)            |
| {\displaystyle p}                | = a gázelegy teljes nyomása                             |

Egy gázkeverékben az egyes komponensek móltörtje egyenlő a komponensek a gázkeverékbeli térfogattörtjével.
A parciális nyomások aránya az alábbi izoterm összefüggésen alapszik:
{\displaystyle V_{x}\times p_{tot}=V_{tot}\times p_{x}}
- Vx bármely egyedi (x) gáz komponens parciális térfogata
- Vtot a gázelegy teljes térfogata
- px az x gáz parciális nyomása
- ptot a gázelegy teljes nyomása
- nx a(z x) gáz anyagmennyisége
- ntot a gázelegy teljes anyagmennyisége

## Parciális térfogat (Amagat-szabály)
Egy adott gáz parciális térfogata egy gázelegyben az adott gáznak a térfogata az elegyben. Ez a fogalom gázkeverékek, például a levegő esetében hasznos, ha csak az egyik komponenst, például az oxigén áll a középpontban.
A parciális térfogat mind a parciális nyomás, mint a móltört segítségével közelíthető:
{\displaystyle V_{x}=V_{tot}\times {\frac {p_{x}}{p_{tot}}}=V_{tot}\times {\frac {n_{x}}{n_{tot}}}}
- Vx az x komponens parciális térfogata az elegyben
- Vtot a gázelegy teljes térfogata
- px az x komponens parciális nyomása
- ptot a gázelegy teljes nyomása
- nx az x komponens anyagmennyisége
- ntot a gázelegyben a komponensek összes anyagmennyisége

## Gőznyomás

Különböző folyadékok féllogaritmikus gőznyomásábrája

A gőznyomás egy, a kondenzált (azaz folyadék vagy szilárd) fázissal egyensúlyban levő gőz nyomása, többnyire a folyadékok párolgásra való hajlamának jellemzésére használják. A gőznyomás a molekulák és atomok folyadék vagy szilárd halmazállapotból történő szökésének mértéke. A folyadékok légköri nyomáson mért forráshőmérséklete megegyezik azzal a hőmérséklettel, amelyen a gőznyomása egyenlő a környező légnyomással, ezt forráspontnak vagy normál forráspontnak nevezzük.
Adott hőmérsékleten minél nagyobb egy folyadék gőznyomása, annál alacsonyabb a normál forráspontja.
A gőznyomásdiagramok különböző folyadékok gőznyomását ábrázolják a hőmérséklet függvényében. Ahogy az ábrán is látható, a legnagyobb gőznyomású folyadékoknak van a legalacsonyabb normális forráspontja.
Az ábrán feltüntetett folyadékok közül a metil-klorid gőznyomása a legnagyobb bármely hőmérsékleten. A normális forráspontja – ahol a metil-klorid gőznyomásgörbéje (kék vonal) metszi az egy atmoszféra (atm) nyomás vízszintes vonalát – is ennek az anyagnak a legkisebb, −24,2 °C. Megjegyzendő, hogy nagyobb tengerszint feletti magasságon a légköri nyomás kisebb, mint tengerszinten, ezért a folyadékok forráspontja lecsökken. A Csomolungma tetején a légnyomás közelítőleg 0,333 atm, így az ábráról leolvasva a dietil-éter forráspontja kb. 7,5 °C-nak adódik, a tengerszinten (1 atm) mért 34,6 °C-hoz képest.

## Gázkeverékek reakcióinak egyensúlyi állandója
Gázkeverékben zajló kémiai reakció egyensúlyi állandóját meg lehet határozni az egyes komponensek parciális nyomásának és a reakcióegyenletnek az ismeretében. Gázállapotú reaktánsok és termékek alábbi módon felírható megfordítható reakciójában:
{\displaystyle a\,A+b\,B\rightleftharpoons c\,C+d\,D}
az egyensúlyi állandó:
{\displaystyle K_{p}={\frac {p_{C}^{c}\,p_{D}^{d}}{p_{A}^{a}\,p_{B}^{b}}}}
| ahol:                     |                                                                              |
| {\displaystyle K_{p}}     | = a reakció egyensúlyi állandója                                             |
| {\displaystyle a}         | = az {\displaystyle A} reaktáns sztöchiometriai együtthatója                 |
| {\displaystyle b}         | = a {\displaystyle B} reaktáns sztöchiometriai együtthatója                  |
| {\displaystyle c}         | = a {\displaystyle C} termék sztöchiometriai együtthatója                    |
| {\displaystyle d}         | = a {\displaystyle D} termék sztöchiometriai együtthatója                    |
| {\displaystyle p_{C}^{c}} | = a {\displaystyle C} parciális nyomása a {\displaystyle c}-edik hatványon   |
| {\displaystyle p_{D}^{d}} | = a {\displaystyle D} parciális nyomása a {\displaystyle d}-edik hatványon   |
| {\displaystyle p_{A}^{a}} | = az {\displaystyle A} parciális nyomása az {\displaystyle a}-adik hatványon |
| {\displaystyle p_{B}^{b}} | = a {\displaystyle B} parciális nyomása a {\displaystyle b}-edik hatványon   |

Megfordítható reakciók esetén az össznyomás, a hőmérséklet vagy a reaktánsok koncentrációjának változása a tömeghatás törvényének (Le Chatelier-elv) megfelelően az egyenlet bal vagy jobb oldala felé tolja el az egyensúlyt.

## A Henry-törvény és a gázok oldhatósága
A gázoknak egy folyadékban való oldhatóságát az oldott és nem oldott gáz közötti egyensúly határozza meg. Ennek az egyensúlyi állandója:
(1)     {\displaystyle k={\frac {p_{x}}{C_{x}}}}
| ahol:                 |                                                           |
| {\displaystyle k}     | = a szolvatációs folyamat egyensúlyi állandója            |
| {\displaystyle p_{x}} | = az {\displaystyle x} gáz parciális nyomása egyensúlyban |
| {\displaystyle C_{x}} | = az {\displaystyle x} gáz koncentrációja az oldatban     |
Az egyensúlyi állandó kifejezéséből látható, hogy egy oldott gáz oldatbeli koncentrációja egyenesen arányos ennek a gáznak az oldat feletti parciális nyomásával. Ezt nevezik Henry törvényének, a {\displaystyle k} egyensúlyi állandót pedig Henry-állandónak.
A Henry-törvény az alábbi alakban is felírható:
(2)     {\displaystyle k'={\frac {C_{x}}{p_{x}}}}
ahol {\displaystyle k'}-t is Henry-állandónak nevezik. Ahogy az (1) és (2) egyenletek összehasonlításából látható, {\displaystyle k'} nem más, mint {\displaystyle k} reciproka. Mivel bármelyiket hívhatják Henry-állandónak, az olvasónak figyelmesnek kell lennie, hogy adott esetben éppen melyik változattal találkozik.
A Henry-törvény csak közelítés, híg, ideális oldatokra érvényes, ha nincs kémiai reakció az oldószer és az oldott gáz között.

## Az orvostudományban
Különösen az oxigén és a szén-dioxid parciális nyomása ({\displaystyle p_{{\mathrm {O} }_{2}}}, illetve {\displaystyle p_{{\mathrm {CO} }_{2}}}) fontos paraméter az artériás vérgázvizsgálatban, de ezek az értékek például az agy-gerincvelői folyadékban is meghatározhatók.[pontosabban?]
|                                         | Egység | artériás vérgáz | vénás vérgáz | agy-gerincvelői folyadék | alveoláris nyomás |
| --------------------------------------- | ------ | --------------- | ------------ | ------------------------ | ----------------- |
| {\displaystyle p_{{\mathrm {O} }_{2}}}  | kPa    | 11–13           | 4,0–5,3      | 5,3–5,9                  | 14,2              |
| {\displaystyle p_{{\mathrm {O} }_{2}}}  | Hgmm   | 75–100          | 30–40        | 40–44                    | 107               |
| {\displaystyle p_{{\mathrm {CO} }_{2}}} | kPa    | 4,7–6,0         | 5,5–6,8      | 5,9–6,7                  | 4,8               |
| {\displaystyle p_{{\mathrm {CO} }_{2}}} | mmHg   | 35–45           | 41–51        | 44–50                    | 36                |

## Fordítás
Ez a szócikk részben vagy egészben  a   Partial pressure című angol Wikipédia-szócikk ezen változatának fordításán alapul.  Az eredeti cikk szerkesztőit annak laptörténete sorolja fel. Ez a jelzés csupán a megfogalmazás eredetét és a szerzői jogokat jelzi, nem szolgál a cikkben szereplő információk forrásmegjelöléseként.